# Большой Шантропай
Большой Шантропай — бессточное солёное озеро в Еткульском районе Челябинской области России, расположено в междуречье рек Уй и Миасс, южнее озера Аткуль. Гидрологический памятник природы.
Зеркало озера расположено на высоте 187,6 метра над уровнем моря. Площадь озера — 4,96 км². Имеет овальную форму, береговая линия слабо изрезана. Длина около 3 км, максимальная ширина в центральной части — 2,2 км. Максимальная глубина 4,7 м, средняя глубина — 3,4 м.

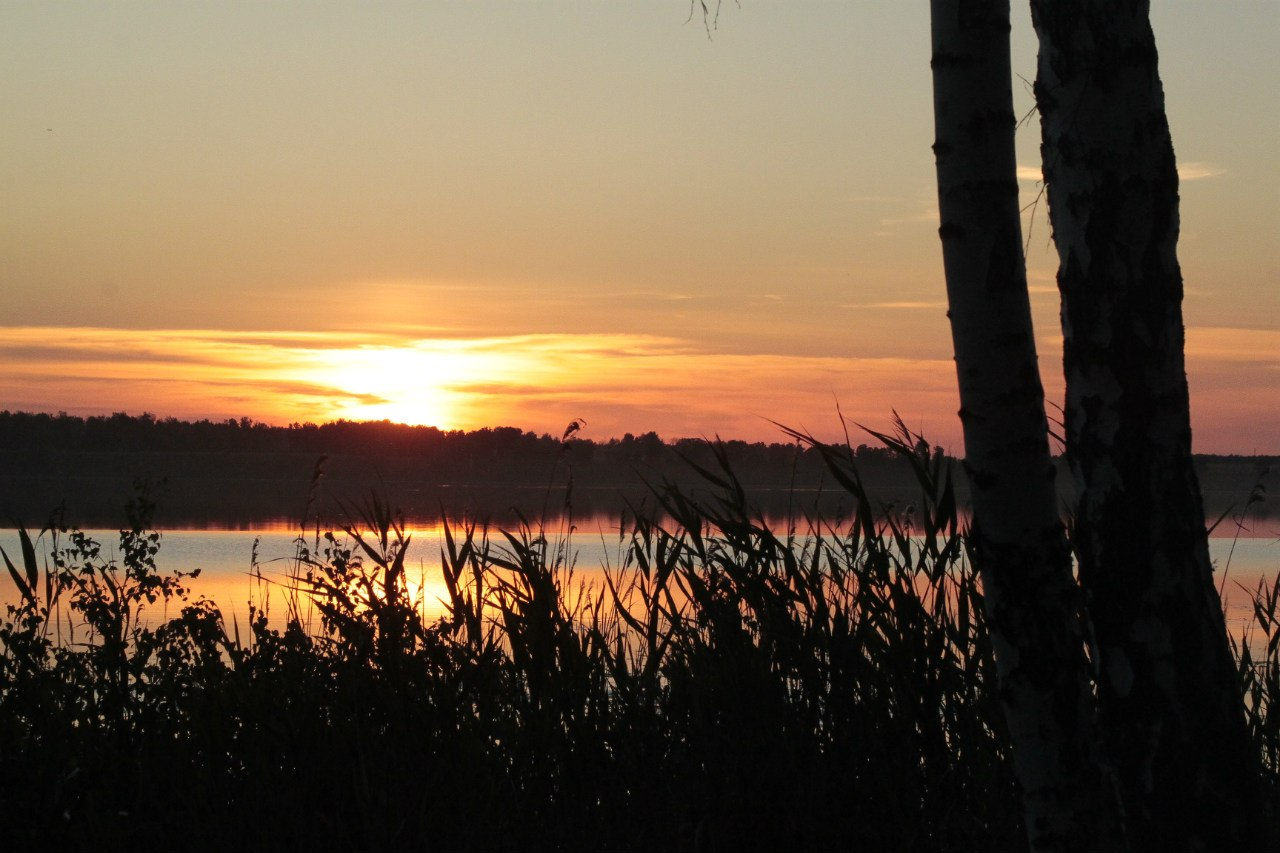

Озеро бессточное, значительных притоков не имеет. На юге протокой соединяется с озером Малый Шантропай. Вода в озере обладает повышенной щелочностью. Дно покрыто песком и минеральными грязями чёрного цвета с лечебными свойствами. Имеется потенциал лечения грязевыми ваннами. Береговая линия слабо изрезана. У берегов встречаются топляки. Западный берег, на котором расположено село Белоусово, высокий, террасированный, понижается к северу и югу. Севернее Белоусова расположен детский лагерь отдыха. К озеру подступают березовые, березово-осиновые и сосново-березовые леса.
Озеро Большой Шантропай было зарыблено пелядью (сырком).